# Randy Williams

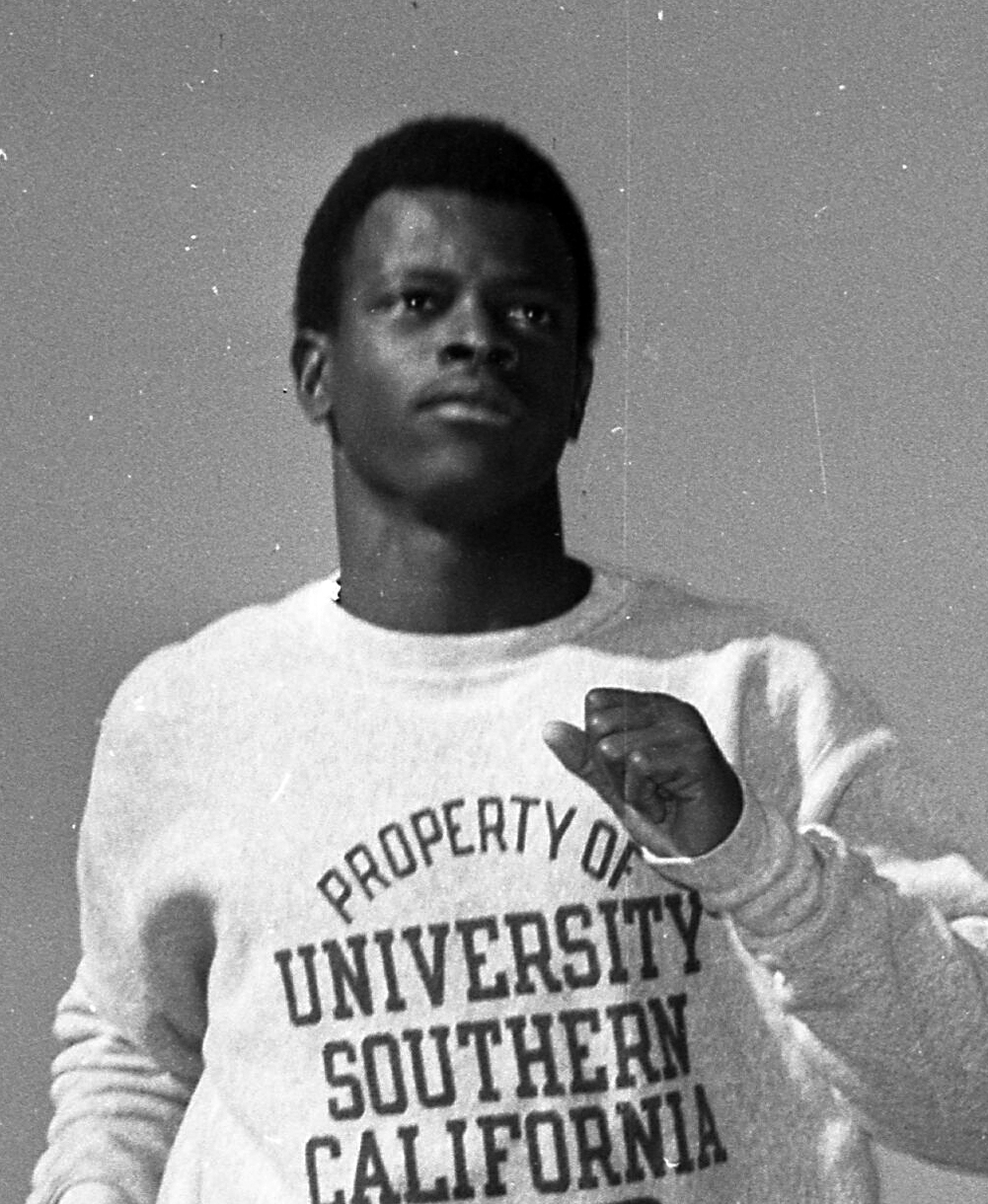
Randy Williams (1973)

Randy Luvelle Williams (* 23. August 1953 in Fresno, Kalifornien) ist ein ehemaliger US-amerikanischer Leichtathlet im Weitsprung. Bei einer Körpergröße von 1,78 m betrug sein Wettkampfgewicht 69 kg.
Williams stand bei zwei Olympischen Spielen auf dem Siegertreppchen. Im Jahr 1972 holte er in München mit 8,24 m die Goldmedaille vor Hans Baumgartner (Bundesrepublik) und seinem Landsmann Arnie Robinson, 1976 folgte in Montreal Silber mit 8,11 m hinter Arnie Robinson.
In der Qualifikation zum olympischen Finale 1972 sprang Randy Williams 8,34 m. Diese Leistung war nicht nur die Jahresweltbestweite von 1972, sondern blieb bis zum 20. Juni 2012 Juniorenweltrekord. Dieser Juniorenweltrekord hatte damit länger Bestand als die beiden legendären Weltrekorde von Jesse Owens 1935 und Bob Beamon 1968 in der Erwachsenenklasse. 